# Staking

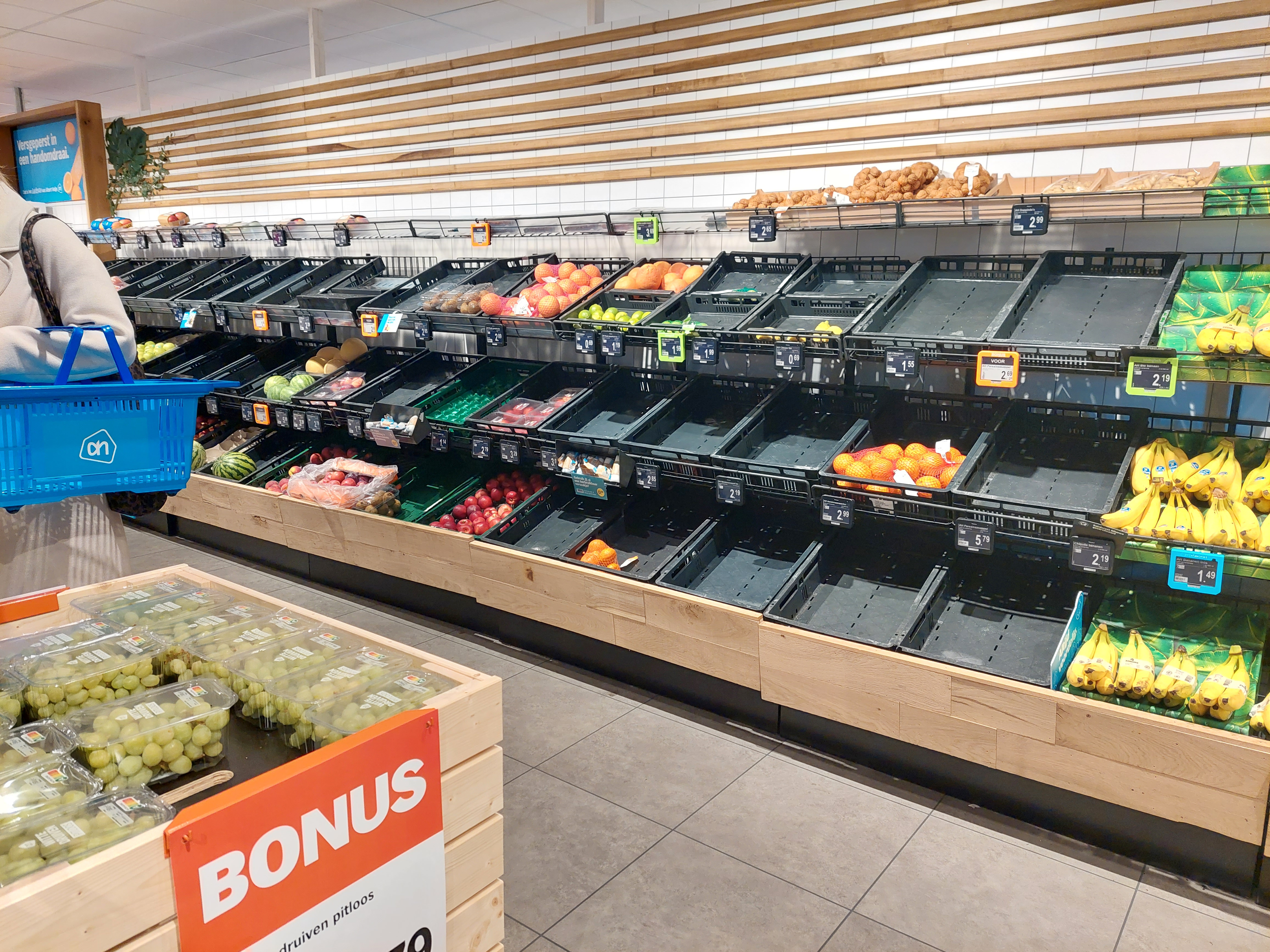
Lege schappen door een staking bij Albert Heijn in 2023

Een (werk)staking is het tijdelijk stoppen met het leveren van arbeid om een sociaal-politiek doel te bewerkstelligen. De staking is een vorm van protest om kracht bij te zetten aan de wensen van de werknemers. Meestal betreffen die wensen lonen en andere arbeidsvoorwaarden, maar een staking kan ook door werknemers gebruikt worden om aan te geven dat zij het niet eens zijn met het beleid van hun werkgever, of de overheid.
Werknemers die deelnemen aan de staking noemt men stakers. Een werknemer die niet deelneemt aan een staking, heet werkwillige. Het inzetten van werkwilligen of van mensen van buiten de onderneming om aan een staking een einde te maken noemt men het breken van een staking.
Onder een algemene staking wordt verstaan het staken van werknemers van meerdere sectoren op hetzelfde moment. Een algemene staking heeft meestal ten doel om ongenoegen met het (sociaaleconomische) beleid van een regering tot uiting te brengen.
De tegenhanger van de staking is de uitsluiting. Bij een uitsluiting verbiedt de werkgever de werknemer de overeengekomen arbeid te verrichten.
Naar analogie van de werknemersstaking spreekt men wel van een leerlingenstaking bij het weigeren van leerlingen om onderwijs te volgen. Een kopersstaking is dan het tijdelijk niet aanschaffen van (bepaalde) goederen door consumenten. 

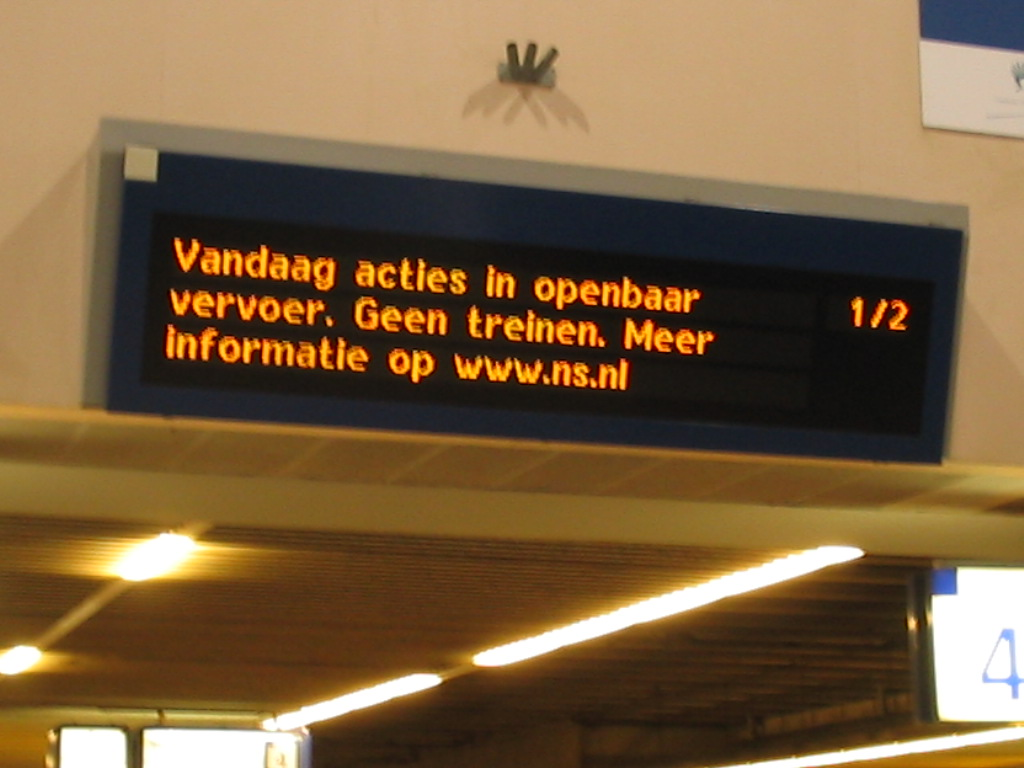
Op 14 oktober 2004 werd er in Nederland bij het openbaar vervoer gestaakt

## Stakingen in België

### 1886
De algemene staking van maart 1886 groeide uit een Luikse herdenking van de Parijse Commune. Zware repressie leidde tot een aantal doden. Verschrikt werd hierop door de politieke klasse gereageerd door middel van het stemmen voor de eerste sociale wetgeving.

### 1936
De algemene staking van 1936 kwam er na een lichte heropleving tijdens de Grote Depressie. Om deze algemene staking te beëindigen riep de regering vertegenwoordigers van de werkgevers, vakbonden en regering samen op de Nationale Arbeidsconferentie van 17 juni 1936, tevens het eerste 'driepartijenoverleg' in de Belgische sociale geschiedenis.

### 1960-1961
De algemene staking tijdens de winter 1960-1961 was een reactie op de door de regering-Eyskens doorgedrukte Eenheidswet (voor economische expansie, sociale vooruitgang en financieel herstel) van november 1960. 18.000 rijkswachters en ongeveer 12.000 soldaten werden ingesteld om de orde te bewaren. Op vrijdag 6 januari 1961 vonden er in Luik 7 uur lang straatgevechten plaats waarbij 75 gewonden vielen (onder hen 26 stakers). Later overleden 2 stakers aan hun verwondingen.

### 2005
Op vrijdag 7 oktober 2005, werd er door de socialistische vakvereniging ABVV een volledige staking afgekondigd. Het christelijke ACV riep niet mee op tot staking. Deze staking was een reactie op de onderhandelingen over sociale zekerheid en eindeloopbaan.
Een algemene staking, gesteund door zowel de socialistische, christelijke als liberale vakverenigingen, werd gehouden op vrijdag 28 oktober. Nogmaals was het thema het behoud van de sociale zekerheid en in het bijzonder de rechten voor opruststelling.

## Stakingen in Nederland

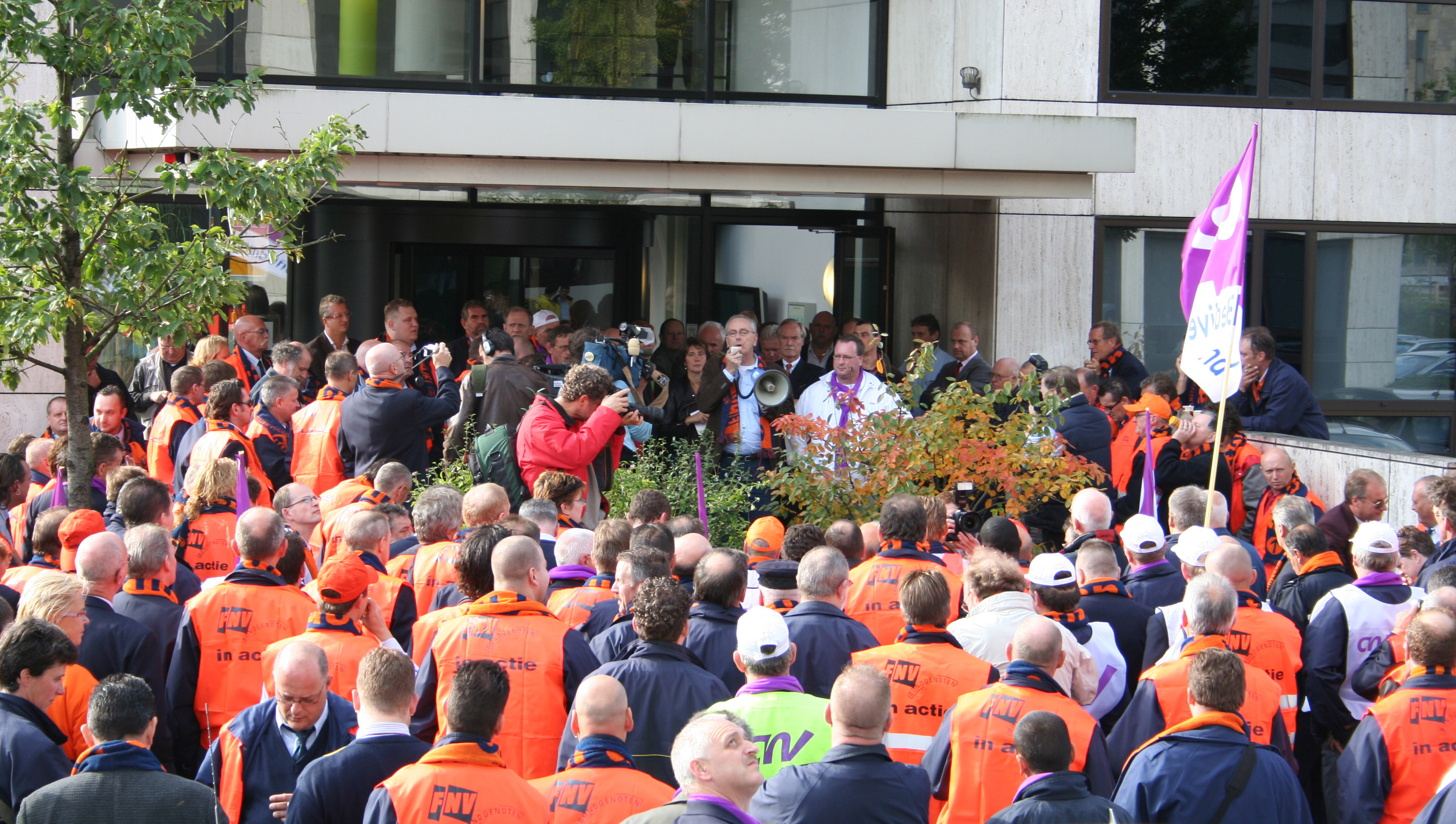
Staking bij het personeel van BBA vanwege de onzekere omstandigheden bij de aanbesteding van het openbaar vervoer in de Noord-Brabant (oktober 2006).

Er kan onderscheid gemaakt worden tussen georganiseerde stakingen en wilde stakingen. Georganiseerde stakingen zijn gepland en georganiseerd door een of meer vakbonden. Wilde stakingen zijn over het algemeen niet gepland en hebben in elk geval aanvankelijk niet de steun van vakbonden. Als vakbonden zich toch achter een wilde staking stellen wordt, zoals dat heet, een staking overgenomen.
Omdat de stakers niet werken tijdens de staking, hoeft de werkgever hen geen loon te betalen over de dagen dat de werknemer staakt. Het kan zijn dat de stakers de werkwilligen verhinderen om aan het werk te gaan. Als daardoor de werkwilligen inderdaad niet kunnen werken, hoeft - in het geval van een georganiseerde staking - de werkgever ook aan hen geen loon te betalen. In geval van een wilde staking moet de werkgever wél het loon doorbetalen aan de werkwilligen, ook al worden zij verhinderd te werken. De reden voor dit verschil is dat een georganiseerde staking geacht wordt in de risicosfeer van de werknemer te liggen, en een wilde staking in de risicosfeer van de werkgever.
Door de grote mate van georganiseerd overleg wordt er in Nederland relatief weinig gestaakt. Uitgedrukt in procenten van de gewerkte tijd is het stakingspercentage in Nederland als gebruikelijk verwaarloosbaar. In 2013 waren er 24 stakingen, in 2014 waren dat er 25. Per 1000 inwoners werd in 2014 formeel 9 dagen gestaakt, in Frankrijk is dat aantal 171 dagen.

### Wilde staking
Deze collectieve stakingen worden zonder erkende vakbond georganiseerd en een rechter zal een wilde staking eerder onrechtmatig beoordelen en de staking verbieden. Ook is er voor de werknemers meer risico dat ze op staande voet ontslagen mogen worden door de werkgever.

### Rechterlijke verboden
Een werkgever kan proberen bij de rechter een verbod op de staking af te dwingen. Het is in Nederland zeldzaam dat een rechter een staking verbiedt. Hij kan beslissen om een staking te verbieden, als hij van mening is dat er niet voldoende is gedaan om er door middel van overleg uit te komen. In augustus 2008 verbood het kantongerecht van Haarlem de staking van piloten van transavia.com. Onder Europees recht is het nog zeldzamer dat een staking wordt verboden. En dat kan een extra reden zijn voor een rechter om terughoudend te zijn met een verbod.

### De eerste georganiseerde stakingen
Plaatselijke stakingen, bijvoorbeeld in de textielindustrie, zijn bekend uit de zestiende en zeventiende eeuw. Zo staakten de volders, die vies en onaangenaam werk deden meerdere malen door massaal uit de stad te vertrekken. Stakingen van polderjongens en veenarbeiders werden soms wel een lawei genoemd. De lawei was een soort seinmast waarmee men bijvoorbeeld aangaf wanneer de werktijd begon of eindigde. Stakende arbeiders gaven door middel van de lawei een signaal aan de andere arbeiders dat zij het werk moesten neerleggen. In de Friese veenderijen werd staken 'bollejeie' (het Friese werkwoord 'bolje' betekent 'opstandig, oproerig zijn) genoemd. Veel stakingen werden met militair geweld beëindigd.
In de 19e eeuw werden arbeiders gedwongen om een deel van hun loon te besteden bij het bedrijf van hun werkgever of bij door de werkgever aangewezen winkelbedrijven (gedwongen winkelnering). Dit betrof soms een aanzienlijk deel van het loon. Dit was nadelig voor de arbeiders, omdat zij niet zelf konden beslissen waar zij hun loon aan uitgaven en waardoor ze soms te veel moesten betalen voor de producten. In de loop van de 19e eeuw hebben de veenarbeiders meermalen gestaakt, meestal om loonsverhoging af te dwingen. Deze stakingen waren vrijwel altijd van korte duur.
In de jaren 70 van de 19e eeuw nam de werkgelegenheid in het veenbedrijf sterk af, met name doordat turf als brandstof werd vervangen door petroleum en steenkool. In het begin van de jaren 80 van de 19e eeuw daalden de lonen hierdoor drastisch. De druk op de veenarbeiders om hun waren te kopen in de winkel van hun veenbaas werd steeds dwingender. Door de dalende turfomzetten werd de winkel immers een steeds belangrijkere inkomensbron voor de veenbaas. Begin 1888 steeg de vraag naar turf weer, en stegen de turfprijzen. Al snel raakten de veenbazen door hun voorraad turf heen en hadden zij meer arbeiders nodig. De veenarbeiders realiseerden zich dat deze situatie hen macht bood, en zij eisten hoger loon.
Op 22 maart 1888 brak onder de veenarbeiders in Appelscha een grote staking uit. Tijdens een vergadering van circa 350 veenarbeiders werd besloten hoger loon te eisen, en de vrijheid om het loon te besteden zoals zij dat zelf wensten, dus afschaffing van de gedwongen winkelnering. De staking verspreidde zich over de provincies Friesland, Groningen en Drenthe. Pas begin juni waren de stakingen vrijwel overal ten einde. Hoewel deze staking opvallend was wat grootte betreft, was het resultaat mager: de lonen werden slechts weinig verhoogd, en de veenbazen hielden zich niet aan de gemaakte afspraken. Dat laatste heeft ertoe geleid dat latere loonafspraken in een schriftelijke overeenkomst vastgelegd werden. Daarmee was de staking van 1888 de basis van de georganiseerde onderhandelingen. In 1889 werd door veenarbeiders in Appelscha de arbeidersvereniging De Eendracht opgericht, die jaarlijks loononderhandelingen ging voeren met de gezamenlijke veenbazen.

### Andere historische stakingen in Nederland

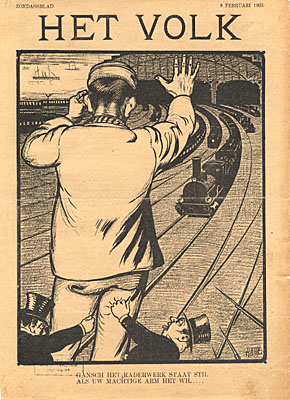
"Gansch het raderwerk staat stil, als uw machtige arm het wil"

- 1902 Grote staking van Twentse textielarbeiders. Op het hoogtepunt van de acties waren 45.000 textielarbeiders werkloos, hetzij door staking, hetzij door uitsluiting.
- 1903 De grote spoorwegstaking. Na deze staking werd op 9 april 1903 het staken voor ambtenaren en spoorwegpersoneel strafbaar gesteld. Albert Hahn maakte van deze staking een zeer bekende prent.
- Februaristaking - 1941.
- April-meistaking - 1943.
- Spoorwegstaking van 1944.
- Staking van openbaar vervoer 2018
- Staking van openbaar vervoer 2019

## Stakingen elders
- Onder Ramses III weigerden ambachtslieden aan de graven in de Vallei der Koningen te werken vanwege de gebrekkige voedselbevoorrading.[6]
- Op 1 mei 1884 brak er in de Verenigde Staten een staking uit die uiteindelijk het begin van de achturige werkdag zou betekenen. Deze dag zal de geschiedenis ingaan als de Dag van de Arbeid en is in vele landen een erkende feestdag. Uitzonderingen zijn Canada, Nederland en ironisch genoeg ook de Verenigde Staten.
- In maart 1920 grepen rechtse Vrijkorpsen de macht in Duitsland, en schoven Wolfgang Kapp naar voren als rijkskanselier. Het leger weigerde in te grijpen. Een algemene staking, geleid door links, dwong de putschisten echter binnen enkele dagen tot aftreden.
- In mei/juni 1968 waren er grootschalige stakingen in Frankrijk.
- In 1980 woedden er onlusten in Polen. Grootschalige stakingen braken uit, en de regering zag zich gedwongen om de stakers tegemoet te komen door onafhankelijke vakbonden toe te staan. De vakbond Solidarność (Solidariteit), geleid door Lech Wałęsa. In december 1981 veranderde de koers van de Poolse communistische partij echter. De noodtoestand werd uitgeroepen, de vakbond Solidariteit werd weer verboden, en de politieke repressie werd harder.
- Van maart 1984 tot maart 1985 legden duizenden mijnwerkers in Engeland het werk neer tijdens de Britse mijnwerkersstaking van 1984/85.
- Van 10 augustus tot 20 september 2012 werd bij de Lonmin platinamijn in Marikana, Zuid-Afrika wild gestaakt. Bij gewelddadigheden tussen stakers en de politie kwamen 44 mensen om het leven.

## Alternatieven
Een werkgever hoeft een stakende werknemer geen loon te betalen over de gestaakte tijd. Om die reden zijn acties waarbij de werkgever werkende werknemers tegenover zich vindt vaak snel effectiever. Als die het tempo van hun werk of de aanpak ervan aanpassen, langzaam-aan-acties, ondervindt een werkgever minder productie en dat raakt hem in de portemonnee. Voorbeelden: Als bij het openbaar vervoer de reizigers gratis mogen reizen, of door collectieve ziekmelding.
Als vergelijkbaar actiemiddel komt ook een bedrijfsbezetting voor: een actie waarbij werknemers de werkruimten ook buiten de reglementaire arbeidstijd bezet houden en waarbij werknemers in de reglementaire arbeidstijd of de productie (in eigen beheer) voortzetten of weigeren te werken.